# Upper Battlefield
Upper Battlefield – wieś w Anglii, w hrabstwie Shropshire. Leży 7 km na północny wschód od miasta Shrewsbury i 225 km na północny zachód od Londynu.